# 加藤則著
加藤 則著（かとう のりあき、生没年不詳）は、江戸時代末期（幕末）の幕臣（旗本）。通称は正三郎。官途は従五位下壱岐守、のちに隠岐守。
加藤則孝（200石）の子。少禄であったが、納戸番、納戸組頭、御徒頭となり、才覚をかわれ目付より普請奉行となり、安政6年（1859年）2月24日より外国奉行（安政6年（1859年）6月新設に合わせて神奈川奉行兼帯、在職 - 安政6年（1859年）8月28日）、普請奉行、駿府町奉行、駿府定番を歴任し、勤仕並寄合となった。